# Филлипс, Мэтт
Мэ́ттью (Мэтт) Фи́ллипс (англ. Matthew "Matt" Phillips; род. 13 марта 1991, Эйлсбери) — шотландский футболист, вингер клуба «Оксфорд Юнайтед».

## Клубная карьера

### «Блэкпул»
31 августа 2010 года Филлипс перешёл из «Уикома» в «Блэкпул» за 700 тыс. фунтов. Тогдашний главный тренер «Блэкпула» Иан Холлоуэй охарактеризовал Мэтта так:

«Мэтти время от времени выглядит просто захватывающе. Он обыгрывает игроков соперника, как будто их нет на поле, и теперь я собираюсь поработать с ним, чтобы он набрал свою лучшую форму. Безусловно, он поможет нам не только в дальнейшем будущем, но и в ближайшее время».

25 сентября Мэтт дебютировал за новый клуб в игре с «Блэкберном» (1:2), где и забил свой первый гол в его футболке, выйдя на замену на 84 минуте. В стартовом составе Филлипс впервые вышел на поле 10 ноября в выездном матче с «Астон Виллой» (2:3).

### «Шеффилд Юнайтед» (аренда)
В октябре 2011 года, после вылета «Блэкпула» в Чемпионшип, Филлипс был отдан в месячную аренду клубу «Шеффилд Юнайтед», где через пару дней дебютировал в дерби против «Шеффилд Уэнсдей» (2:2). 19 октября Мэтт отличился дублем, расписавшись дважды в воротах «Престона». Всего же шотландец провёл за «клинков» 7 матчей, в которых отличился 6 раз.

### Возвращение в «Блэкпул»
После истечения срока аренды Филлипс вернулся в «Блэкпул», а уже 26 декабря он отличился хет-триком в ворота «Барнсли» (3:1). Спустя две недели Мэтт записал на свой счёт ещё один хет-трик, сделанный в матче 3 раунда Кубка Англии с клубом «Флитвуд Таун» (5:1). 23 января 2012 года клуб официально отклонил предложение «Кардиффа» по шотландцу в 800 тыс. фунтов.
В августе «Саутгемптон» предложил за Филлипса 5 млн фунтов, но 18 августа Иан Холлоуэй заявил, что Мэтт остаётся в «Блэкпуле». 21 августа, вернувшись на поле после травмы, он открыл счёт в матче с «Лидс Юнайтед» (2:1).

### «Куинз Парк Рейнджерс»
23 августа 2013 года Филлипс подписал 4-летний контракт с «Куинз Парк Рейнджерс».